# Le Mythe de Sisyphe
Pour les articles homonymes, voir Sisyphe (homonymie).
Pour un article plus général, voir Philosophie d'Albert Camus.
Le Mythe de Sisyphe est un essai d'Albert Camus, publié en 1942. Il fait partie du « cycle de l'absurde », avec Caligula (pièce de théâtre, 1944), L'Étranger (roman, 1942) et Le Malentendu (pièce de théâtre, 1944).
Dans cet essai, Camus introduit sa philosophie de l'absurde : la recherche en vain de sens de l'homme, d'unité et de clarté, dans un monde inintelligible, dépourvu, selon lui, de Dieu et par conséquent, de vérités et valeurs éternelles. Le personnage de Sisyphe incarne cette répétition mécanique de la vie, Camus en fait également un personnage tragique en raison de sa conscience. Mais cette prise de conscience de l'absurde nécessite-t-elle le suicide ? L'écrivain répond :  Non, elle nécessite la révolte.

## Sommaire
Albert Camus dédie cet essai à Pascal Pia, le directeur du journal Alger républicain, où il fit ses débuts dans le journalisme.
Il est organisé en quatre chapitres et un appendice.

### Chapitre 1: Un raisonnement absurde
Camus se charge de la tâche de répondre à ce qu'il considère comme le seul « problème philosophique vraiment sérieux » : est-ce que la prise de conscience de l'existence du non-sens et de l'absurdité de la vie entraîne nécessairement le suicide ?
Il commence par décrire la condition absurde : une grande partie de notre vie est construite sur l'espoir de demain mais demain nous rapproche de la mort, l'ennemi ultime ; les gens vivent comme s'ils ne connaissaient pas la certitude de la mort. Une fois débarrassé de son romantisme commun, le monde est un lieu étranger, étrange et inhumain ; la vraie connaissance est impossible, et la rationalité et la science ne peuvent pas révéler les explications du monde, - de telles explications finissent finalement dans des abstractions et des métaphores dénuées de signification. « À partir du moment où l'absurdité est reconnue, elle devient une passion, Pascal est la plus pénible de toutes ».
Ce n'est pas le monde qui est absurde, ni la pensée humaine : l'absurde surgit lorsque le besoin humain de comprendre rencontre le caractère déraisonnable du monde, Camus parle en particulier de son « silence », lorsque à « mon appétit pour l'absolu et pour l'unité » répond « l'impossibilité de réduire ce monde à un principe rationnel et raisonnable ».
Il caractérise ainsi un certain nombre de philosophies qui décrivent et tentent de faire face à ce sentiment de l'absurde, à travers Heidegger, Jaspers, Chestov, Kierkegaard, et Husserl. Tous ceux-ci, dit-il, commettent un « suicide philosophique » par l’aboutissement à des conclusions qui contredisent la position absurde d'origine, soit en abandonnant la raison et en se tournant vers Dieu, - comme dans le cas de Kierkegaard et Chestov, soit en élevant la raison et, finalement, en arrivant à des formes platoniques ubiquitaires et à un dieu abstrait, - comme dans le cas de Husserl.
Pour Camus, pour ceux qui se mettent à prendre l'absurde au sérieux et à le suivre jusqu'à ses conclusions finales, ces « sauts » ne peuvent pas être convaincants. Prendre l'absurde au sérieux signifie reconnaître la contradiction entre le désir de la raison humaine et le monde silencieux. Le suicide, alors, doit également être rejeté : sans l'homme, l'absurde ne peut pas exister. La contradiction doit être vécue ; la raison et ses limites doivent être reconnues, sans faux espoir. Cependant, l'absurde ne pourra jamais être accepté : il exige une confrontation et une révolte constantes.
Ainsi, l'homme absurde gagne de la liberté dans un sens très concret : il n’est plus lié par l'espoir d'un avenir ou d'une éternité meilleures, - sans qu'il soit nécessaire de créer du sens, « il jouit d'une liberté à l'égard des règles communes ». Comprendre l'absurde implique de comprendre tout ce que le monde déraisonnable a à offrir. Lorsque la vie ne se voit plus attribuer de sens, il n'y a plus d'échelle de valeurs. « Ce qui compte n'est pas de vivre le mieux, mais de vivre le plus ». Camus arrive à trois conséquences de la reconnaissance complète de l'absurde : la révolte, la liberté et la passion.

### Chapitre 2: L'homme absurde
Camus va dans ce chapitre présenter des exemples de la vie absurde. Il commence avec Don Juan, le « séducteur en série » qui vit une vie passionnée au maximum.
L'exemple suivant est celui de l'acteur, qui poursuit la gloire éphémère d'une vie éphémère. Il démontre à quel point « le paraître crée l'être ».
Le troisième exemple de Camus de l'homme absurde est celui du vainqueur, du guerrier, qui renonce à toutes promesses d'éternité et s'engage pleinement dans l'histoire humaine. Il choisit une action sur la contemplation, conscient du fait que rien ne peut durer et qu'aucune victoire n'est définitive.

### Chapitre 3: La création absurde
Dans ce chapitre, Camus explore le créateur ou l'artiste absurde. Puisqu'une explication est impossible, l'art absurde est limité à une description d'expériences innombrables dans le monde. « Si le monde était clair, l'art ne serait pas ». La création de l'absurde doit, bien sûr, s'abstenir de juger et de faire allusion à la moindre ombre d'espoir. Il analyse ensuite le travail de Dostoïevski à cette lumière, en particulier Journal d'un écrivain, Les Possédés et Les Frères Karamazov. Tous ces travaux ont pour base l'absurde et les deux premiers ouvrages explorent le thème du suicide philosophique. Cependant, le Journal et son dernier roman, Les Frères Karamazov, ont finalement trouvé un chemin vers l'espoir et la foi et ont donc échoué en tant que créations absurdes.

### Chapitre 4: Le mythe de Sisyphe
Dans ce dernier chapitre, Camus décrit la légende de Sisyphe. (voir § Mythe)
Camus est intéressé par les pensées de Sisyphe lorsque celui-ci marche en bas de la montagne, pour recommencer de zéro son épuisante ascension. Après que la pierre est tombée en bas de la montagne, Camus affirme : « C'est pendant ce retour, cette pause, que Sisyphe m'intéresse. Un visage qui peine si près des pierres est déjà pierre lui-même ! Je vois cet homme redescendre d'un pas lourd mais égal vers le tourment dont il ne connaîtra pas la fin ». Le moment est vraiment tragique, quand le héros prend conscience de sa condition misérable. Il n'a pas d'espoir mais « il n'est pas de destin qui ne se surmonte par le mépris ». Reconnaissant la vérité, Sisyphe, tout comme l'homme absurde, ne cesse de pousser. Camus affirme que lorsque Sisyphe reconnaît la futilité de sa tâche et la certitude de son sort, il est libre de réaliser l'absurdité de sa situation et de parvenir à un état d'acceptation. Paradoxalement c’est l’acceptation devant sa « défaite certaine » qui le délivre et le parachève. Le simple fait d’en prendre compte, et non pas de le nier, est déjà une révolte et donc une « victoire ». Le tragique deviendrait presque sublime d’où le clin d'œil au héros grec Œdipe ainsi Camus peut conclure que « tout est bien » car « il faut imaginer Sisyphe heureux ».

### Appendice
L'essai comporte un appendice intitulé « L'espoir et l'Absurde dans l'œuvre de Franz Kafka ». Alors que Camus reconnaît que l'œuvre de Kafka représente une description exquise de la condition absurde, il soutient que Kafka échoue en tant qu'écrivain de l'Absurde parce que son travail présente une lueur d'espoir.

## Mythe
Inspiré par la mythologie grecque, Camus fait le rapprochement entre la vie comme éternel recommencement obéissant à l'absurde et Sisyphe, héros de la mythologie grecque. Pourquoi une telle punition ? Camus cite plusieurs versions du mythe, la plupart expliquant la punition de Sisyphe par une insulte faite aux dieux. Une version particulière prête à Sisyphe, mourant, la volonté d'éprouver l'amour de sa femme en lui demandant de ne pas lui donner de sépulture et de jeter son corps sur la place publique, après sa mort. Selon une autre version, Sisyphe découvre la liaison entre le maître de l'Olympe, Zeus, et Égine ; il s'en va monnayer l'information auprès du père, le fleuve Asopos. En échange de sa révélation il reçoit une fontaine pour sa citadelle. Sa trop grande perspicacité irrite les dieux qui le condamnent à pousser un rocher au sommet d'une montagne, - qui, inéluctablement, roule vers la vallée avant que le but du héros ne soit atteint.
Contrairement au Sisyphe que l'on présente habituellement dans la mythologie, Camus considère qu' « il faut imaginer Sisyphe heureux », une formule de Shūzō Kuki. Sisyphe trouve son bonheur dans l'accomplissement de la tâche qu'il entreprend et non dans la signification de cette tâche.

« Cet univers désormais sans maître ne lui paraît ni stérile, ni fertile. Chacun des grains de cette pierre, chaque éclat minéral de cette montagne pleine de nuit, à lui seul, forme un monde. La lutte elle-même vers les sommets suffit à remplir un cœur d'homme. Il faut imaginer Sisyphe heureux. »

Bien qu’il fonde son raisonnement sur de nombreux traités philosophiques et l'œuvre de romanciers comme Dostoïevski et Kafka de nombreux intellectuels de l’époque insinuèrent qu’il n’avait « pas lu les auteurs qu’il cite »[réf. nécessaire]. Il soutient néanmoins que le bonheur revient à vivre sa vie tout en étant conscient de son absurdité car la conscience nous permet de maîtriser davantage notre existence. On pourrait rapprocher cette attitude face au destin à un Spinoza.

## Révolte
Camus catégorise des archétypes de l'homme face à l'absurdité :
- Le héros absurde fait face à l'absurdité de la vie. Il va même jusqu'à l'apprécier, recherchant toujours la même flamme, la même passion qui l'anime, comme le fait Don Juan en recherchant toujours de femme en femme l'effet de cette première passion.

- Le suicidaire ne voit plus aucun sens à sa vie et fait le « grand saut », au même titre dans un certain sens que le croyant, échappant ainsi à l'absurdité de sa condition. Le croyant se livre quant à lui à une cause et ne se préoccupe pas de l'essence existentialiste qui ronge tant les humains qui y ont fait face, ceux-ci ayant perdu la lumière et se retrouvant seuls face à leurs pensées.

Camus entend ainsi montrer que la révolte est le seul moyen de vivre sa vie dans un monde absurde. Cette révolte est plus importante dans le fait de se révolter que dans les causes défendues en elles-mêmes. Camus propose donc une théorie de l'engagement passionné et conscient qui est compatible avec le climat politique de son temps. Il poursuivra cette réflexion avec son essai L'Homme révolté.

## Citations
- « Il n'y a qu'un problème philosophique vraiment sérieux : c'est le suicide[1]. »
- « Les mythes sont faits pour que l’imagination les anime. »
- « C'est qu'en vérité le chemin importe peu, la volonté d'arriver suffit à tout[2]. »
- « L'absurde naît de cette confrontation entre l'appel humain et le silence déraisonnable du monde. »
- « L'absurde dépend autant de l'homme que du monde. »
- « La lutte elle-même vers les sommets suffit à remplir un cœur d'homme. Il faut imaginer Sisyphe heureux[3]. »

## Définition philosophique
Le fait de « vivre le supplice de Sisyphe » signifie que l’on vit une situation absurde répétitive dont on ne voit jamais la fin ou l’aboutissement.